# 케이엠 (기업)
케이엠(KM)은 대한민국의 반도체 클린룸 소모품 기업이다. 본사는 경기도 안성시 미양면 협동단지길 147 (보체리)에 위치해 있다. 대표이사는 신병순이다. 황사 마스크를 제조한다.

## 참고 문헌
1. ↑  민경미, 한국IR협의회 기술분석보고서-케이엠, 2020.11.19.
2. ↑  배요한, 케이엠, 황사 단골 테마주…올해는, 뉴시스,  2024.04.14